# Обећана земља (филм из 1986)
Обећана земља је југословенски драмски филм из 1986. године. Режирао га је Вељко Булајић а сценарио су писали Иво Брешан, Дејан Ребић и Вељко Булајић.

## Радња
У плодној Славонији у Барањи, досељеници из пасивних крајева  суочавају се с директивом комунистичке власти по којој би у процесу оснивања сељачких радних задруга, остали без својих, тек недавно добијених, земљишних поседа. Директиву спроводи Маркан Радишић, а њој се противе многи сељаци, највише Милиша Матић. Ситуација се закомпликује кад Марканов син запроси Милишину ћерку. Уместо смирења, непријатељства још више кулминирају, па Маркан у самоодбрани убија Милишу. Народни суд не налази за Маркана олакшавајуће околности: док га возе у затвор, он слуша на радију вест о укидању сељачких задруга.

## Улоге
| Глумац                   | Улога                                  |
| ------------------------ | -------------------------------------- |
| Велимир Бата Живојиновић | Маркан, председник задруге             |
| Вјенцеслав Капурал       | Милиша Матић                           |
| Дара Џокић               | Стана                                  |
| Вања Драх                | судија                                 |
| Мирјана Карановић        | Марта                                  |
| Оливера Марковић         | дактилографкиња                        |
| Драган Николић           | Зец                                    |
| Вања Матујец             | Нада                                   |
| Игор Мешин               | син председника задруге                |
| Семка Соколовић-Берток   | баба Манда                             |
| Крунослав Шарић          | начелник                               |
| Цинтија Ашпергер         | Мађарица                               |
| Сузана Манчић            | певачица                               |
| Душко Валентић           | фотограф                               |
| Звонимир Торјанац        | кувар                                  |
| Вида Јерман              | конобарица                             |
| Ивица Пајер              | Поротник                               |
| Едо Перочевић            | Јаков, насељеник                       |
| Илија Ивезић             | насељеник                              |
| Љубо Капор               | насељеник                              |
| Владимир Облешчук        | насељеник                              |
| Ацо Јовановски           | насељеник                              |
| Зденко Јелчић            | насељеник                              |
| Ђурђа Ивезић             | насељеник                              |
| Нада Гаћешић             | насељеник                              |
| Велимир Хитил            | Сељак са Шеширом који купује исписницу |

## Награде
| Награде                     | Награде                | Награде       |
| Фестивал                    | Категорија             | Награђени     |
| --------------------------- | ---------------------- | ------------- |
| 21. Филмски сусрети у Нишу  | Повеља за женску улогу | Дара Џокић    |
| Филмски фестивал у Венецији | специјални програм     |               |
| Авелино                     | Сребрна медаља         | Дара Џокић    |
| Авелино                     | Награда Фипреци        | Вељко Булајић |